# Ta-Ha

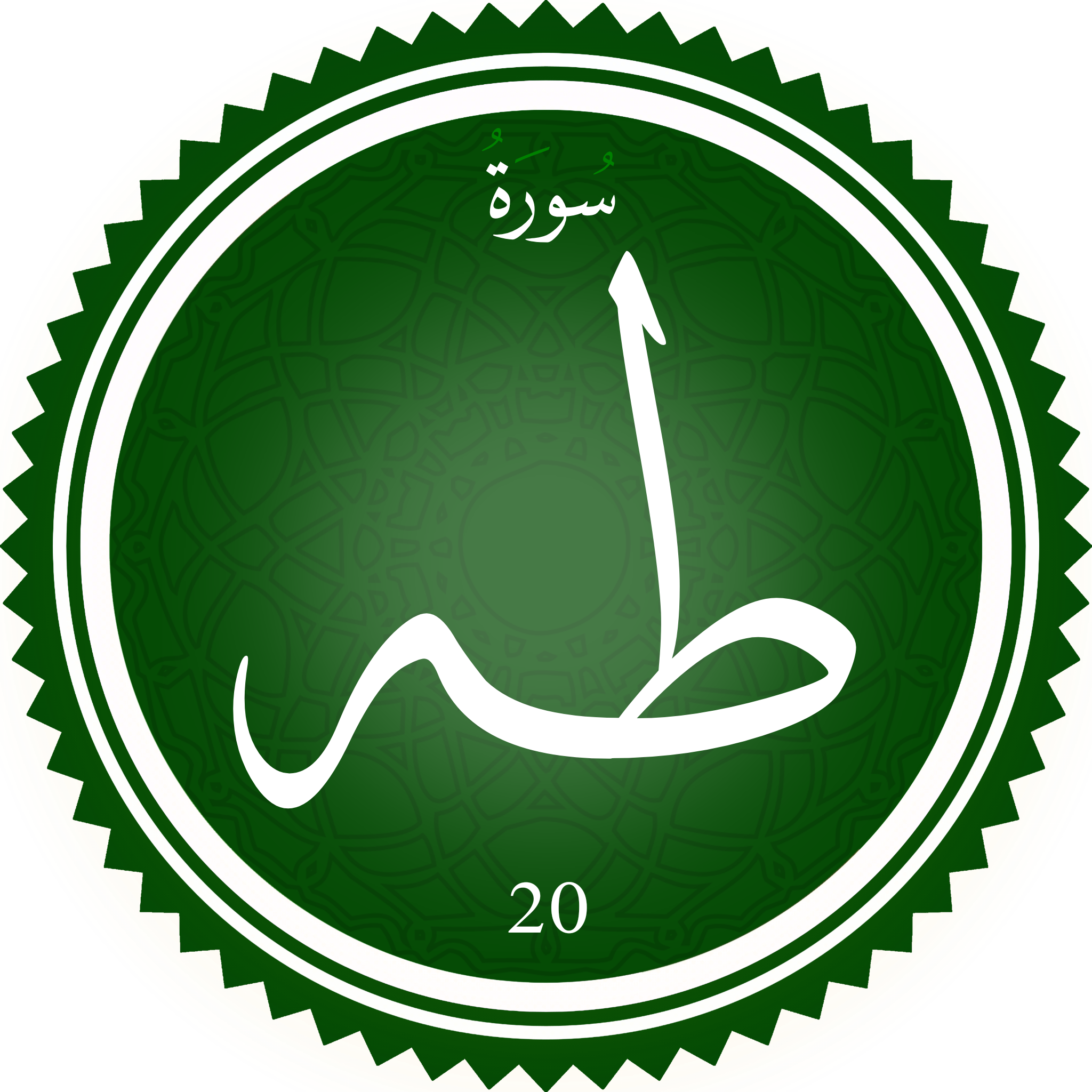
Sura Ta-Ha.

Tā Hā (arabiska: سورة طه, Sūratu Tā Hā, "Ta Ha") är den tjugonde suran i Koranen med 135 verser (ayah). Den kommer från Mekka-perioden.
Den kallas "Tā Hā" eftersom den inleds med de arabiska bokstäverna طه (t och h som uttalas tā och hā).